# Фуркево
Фуркево́ (фр. Fourquevaux, окс. Forcasvals) — коммуна во Франции, находится в регионе Юг — Пиренеи. Департамент — Верхняя Гаронна. Входит в состав кантона Монжискар. Округ коммуны — Тулуза.
Код INSEE коммуны — 31192.

## География
Коммуна расположена приблизительно в 600 км к югу от Парижа, в 18 км к юго-востоку от Тулузы.
На севере коммуны протекает небольшая река Маркесон (фр. Marcaissonne).

## Климат
Климат умеренно-океанический. Зима мягкая и снежная, весна характеризуется сильными дождями и грозами, лето сухое и жаркое, осень солнечная. Преобладают сильные юго-восточные и северо-западные ветры.

## Население
Население коммуны на 2010 год составляло 752 человека.
| 1962 | 1968 | 1975 | 1982 | 1990 | 1999 | 2010 |
| ---- | ---- | ---- | ---- | ---- | ---- | ---- |
| 345  | 351  | 460  | 557  | 639  | 717  | 752  |

## Администрация
| Период | Период | Фамилия        | Партия | Примечания |
| ------ | ------ | -------------- | ------ | ---------- |
| 2001   | 2008   | Робер Демюр    |        |            |
| 2008   | 2014   | Анри Валес     |        |            |
| 2014   | 2020   | Франсуа Омонье |        |            |

## Экономика
В 2010 году среди 504 человек трудоспособного возраста (15—64 лет) 361 были экономически активными, 143 — неактивными (показатель активности — 71,6 %, в 1999 году было 73,3 %). Из 361 активных жителей работали 343 человека (190 мужчин и 153 женщины), безработных было 18 (7 мужчин и 11 женщин). Среди 143 неактивных 56 человек были учениками или студентами, 54 — пенсионерами, 33 были неактивными по другим причинам.

## Достопримечательности
- Церковь Св. Гермерия
- Замок Фуркево (XV век). Исторический памятник с 1979 года[4]
- Замок Мурвиль-Бас (XVI век). Исторический памятник с 2001 года[5]

## Фотогалерея

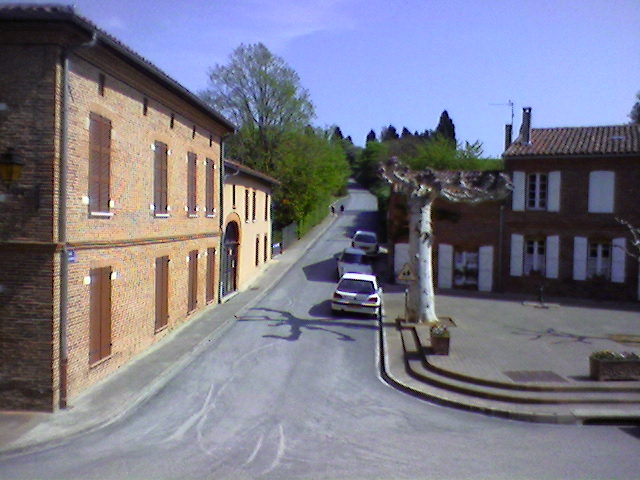
Фуркево
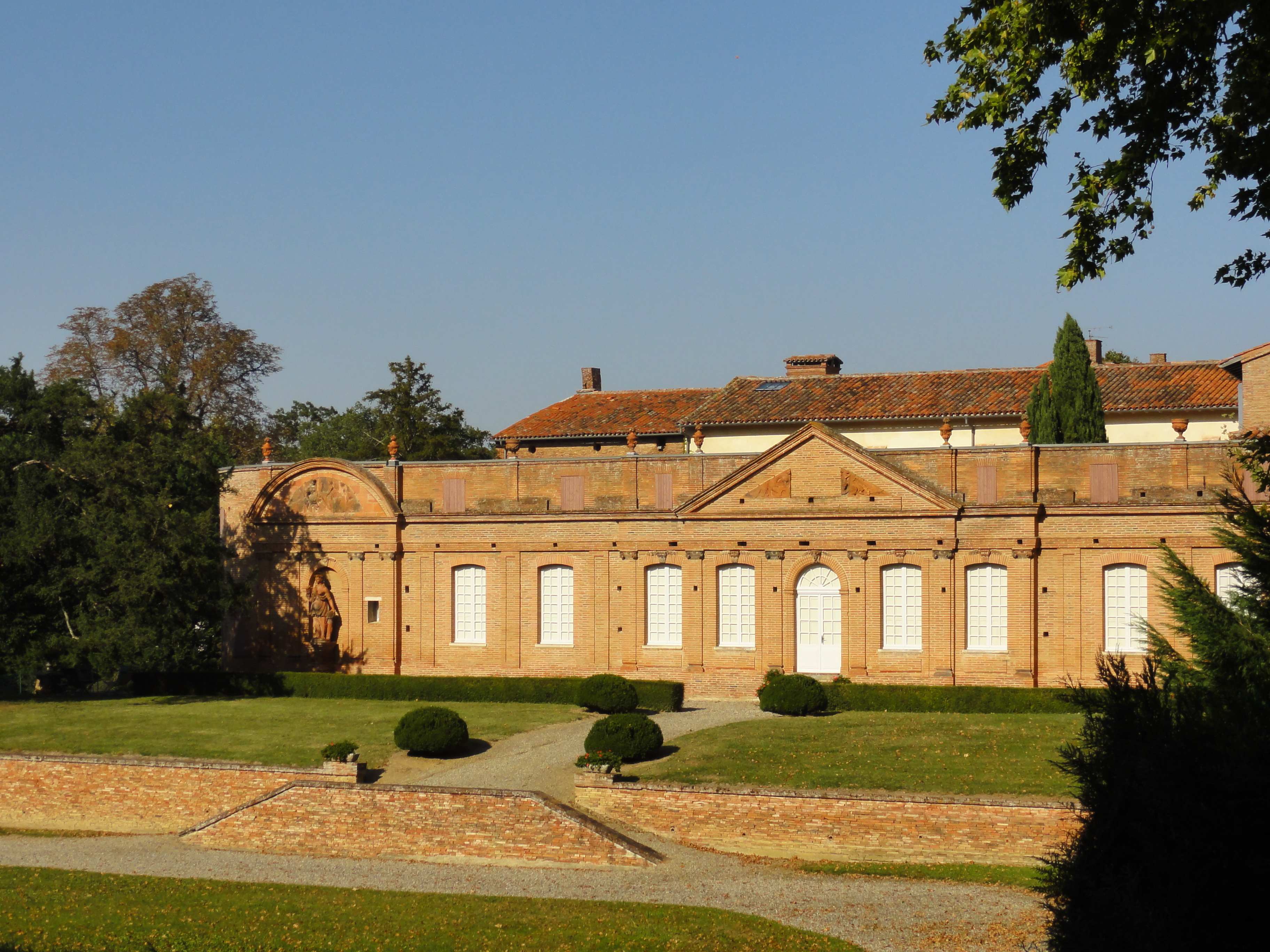
Замок Фуркево
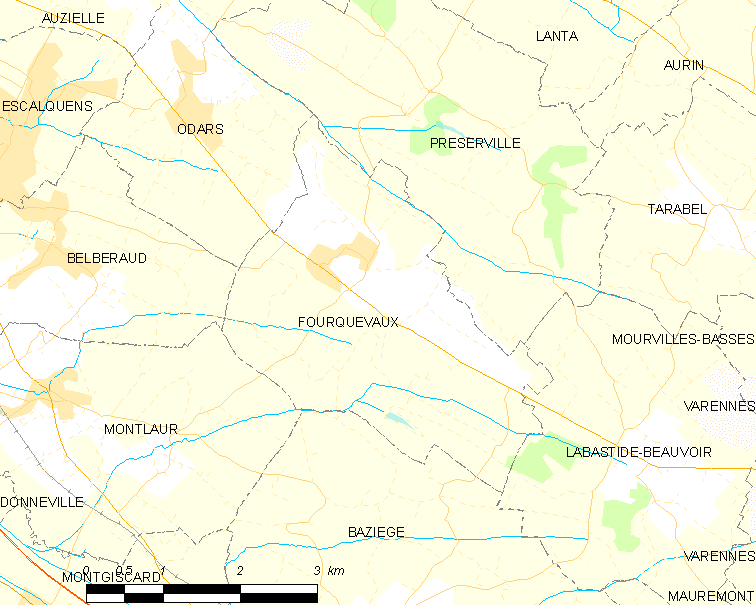
Карта коммуны